# Wedding Crashers
Wedding Crashers (br Penetras Bons de Bico; pt Os Fura-Casamentos) é um filme norte-americano de 2005, do gênero comédia romântica, dirigido por David Dobkin e estrelado por Owen Wilson e Vince Vaughn. Estreou em 15 de julho de 2005. 

## Enredo
A história é centrada em John Beckwith (Owen Wilson) e Jeremy Grey (Vince Vaughn), dois amigos que usam do casamento uma forma de conhecer mulheres novas, mais suscetíveis a ter relações sexuais. Solteiros convictos, até irem à festa de casamento de uma das filhas do Secretário do Tesouro William Cleary (Christopher Walken). Enquanto John acaba conhecendo Claire Cleary (Rachel McAdams), outra das filhas do Secretário, e acaba se apaixonando, Jeremy se envolve com Gloria (Isla Fisher), a filha mais nova. Ela se diz virgem, e, após passar a noite com ele, começa a persegui-lo e diz que deseja passar o resto da vida com ele. Jeremy tem que aturar as loucuras de Gloria por John, que não quer se afastar de Claire. Os dois acabam sendo convidados para ficar na casa de praia dos Cleary após o casamento, e acabam sendo desmascarados por Sack (Bradley Cooper), o noivo de Claire. 
John cai em depressão, e decide continuar a invadir casamentos, só que sozinho. Quando John reage negativamente à notícia de que Jeremy pretendia se casar com Gloria, este decide por encerrar a amizade. Desesperado, John decide ir à casa de Chaz (Will Ferrell), o famoso mestre da invasão de casamentos. Chaz diz à John que a nova moda é invadir enterros, mas, ao acompanhá-lo, John percebe que aquilo não é certo e decide ir ao casamento de Jeremy, aonde se declara à Claire, que decide desistir de se casar - o que faz Sack ficar indignado e partir pra cima de John, sendo nocauteado por Jeremy. No final do filme, os dois casais vão juntos para lua de mel.

## Elenco
- Owen Wilson ... John Beckwith
- Vince Vaughn ... Jeremy Grey

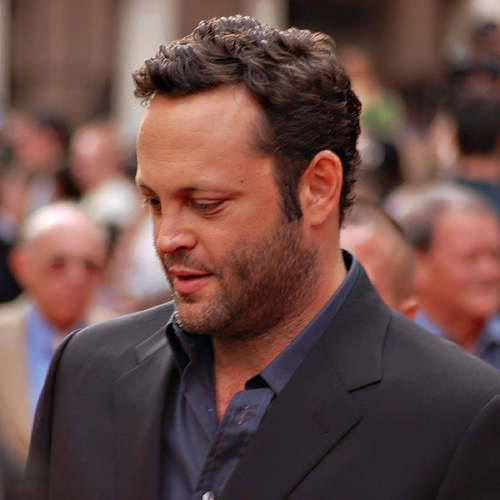
O ator Vince Vaughn em 2006.

- Christopher Walken ... Secretário do Tesouro William Cleary
- Rachel McAdams ... Claire Cleary
- Isla Fisher ... Gloria Cleary
- Jane Seymour ... Kathleen Cleary
- Ellen Albertini Dow ... Vovó Mary
- Keir O'Donnell ... Todd Cleary
- Bradley Cooper ... Zachary "Sack" Lodge
- Will Ferrell ... Chaz
- Jennifer Alden ... Christina Cleary